# 4304 Geichenko
4304 Geichenko је астероид главног астероидног појаса чија средња удаљеност од Сунца износи 2,452 астрономских јединица (АЈ).
Апсолутна магнитуда астероида је 13,6.